# Organizația Hidrografică Internațională
Organizația Hidrografică Internațională (OHI) este o organizație interguvernamentală cu caracter consultativ și tehnic, fondată în urma unei convenții semnate în Monaco la data de 3 mai 1967. Inițial, ea se numea Biroul Hidrografic Internațional, iar denumirea actuală a primit-o în anul 1967.

## State membre
OHI reprezenta, la începutul secolului al XIX-lea, o cooperare între statele ce dispuneau de o anumită capacitate de a realiza și publica hărți marine. În 2007, OHI număra 77 de membri. Acestea sunt:
| - Africa de Sud - Algeria - Arabia Saudită - Argentina - Australia - Bahrain - Bangladesh - Belgia - Brazilia - Canada - Chile - China - Cipru - Columbia - Congo (suspendată) - Croația - Cuba - Danemarca - Republica Dominicană (suspendată) - Ecuador - Egipt - Emiratele Arabe Unite - Estonia - Fiji - Filipine - Finlanda - Franța | - Germania - Grecia - Guatemala - Islanda - India - Indonezia - Iran - Irlanda - Italia - Jamaica - Japonia - Coreea de Nord - Coreea de Sud - Kuwait - Letonia - Malaezia - Maroc - Maurițius - Mexic - Monaco - Mozambic - Myanmar - Nigeria - Norvegia - Noua Zeelandă - Olanda - Oman | - Pakistan - Papua Noua Guinee - Peru - Polonia - Portugalia - Qatar - Regatul Unit - România - Federația Rusă - Serbia - Singapore - Siria - Slovenia - Spania - Sri Lanka - SUA - Suedia - Surinam (suspendată) - Thailanda - Tonga - Trinidad-Tobago - Tunisia - Turcia - Ucraina - Uruguay - Venezuela |

## Obiective
Obiectivele OHI sunt:
- coordonarea activității serviciilor naționale hidrografice;
- standardizarea hărților marine și a documentelor nautice;
- adoptarea metodelor eficiente și fiabile pentru a realiza și exploata recoltele oceanice;
- dezvoltarea științelor din câmpul hidrografiei și a tehnicilor de oceanografie descriptivă.

## Organ principal
Organul principal al OHI este Biroul Hidrografic Internațional (BHI), aflat în Monaco.

## Activități
Activitatea OHI este axată pe dezvoltarea cooperării și standardizarea documentelor maritime. OHI se ocupă, începând mai ales cu anii 1990, cu definitivarea și normalizarea hărților electronice, hărți care treptat înlocuiesc hărțile tradiționale de hârtie. OHI este, de asemenea, un cadru de dezvoltare a normei S-57, care se ocupă de exactitatea hărților cu date numerice, sau a hărții electronice de navigație (pentru Harta de Navigație Electronică – HNE) de tip vector. HNE-urile sunt utilizate în sistemele de vizualizare a hărților electronice și a informațiilor despre ele (Electronic Chart Display and Information System – ECDIS). Norma S-61 corespunde sistemei de hărți electronice HNR (Hărțile de Navigare Raster).